# Melrose Park (Illinois)
Melrose Park – wieś w Stanach Zjednoczonych, w stanie Illinois, w hrabstwie Cook.